# Lissodelphis peronii
Lissodelphis peronii — вид ссавців з родини Дельфінові (Delphinidae) ряду китоподібні.

## Опис

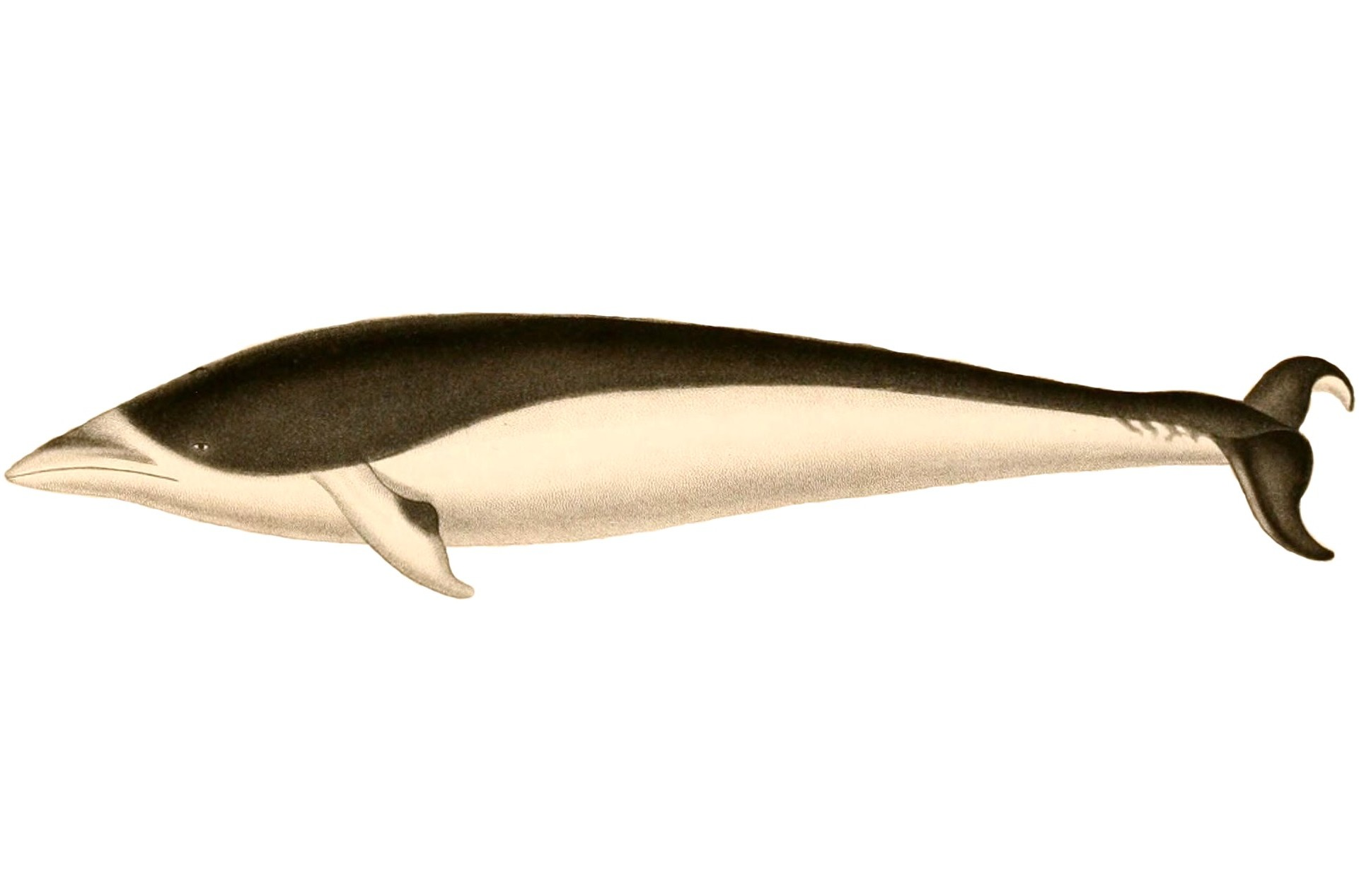
Ілюстрація

Дорослі тварини переважно білі на їх черевній стороні і чорні на спині. Рило, передня частина голови й передні плавники білі. Хвостовий плавник зверху сірий, знизу білий. Деякі варіації були зареєстровані, в тому числі білі плями на голові й різне співвідношення між чорним і білим забарвленням. Малята народжуються з карими або сірими областями, а не чорно-білі, але розвиваються у доросле забарвлення протягом першого року. Вид характеризується відсутністю спинного плавника або гребеня. Тіло струнке; рило коротке; ласти невеликі, загнуті назад з глибокою виїмкою посередині. Ці дельфінові довжиною зазвичай від 2 до 3 м, рідко перевищує 3,1 м. Вага для дорослих може досягати 59–100 кг, самці більші.

## Поширення
Живе поблизу субантарктичного полярного фронту. Він також часто спостерігається цілий рік навколо острова Чатем і Фолклендських островів. Їх поширення досягає на півдні близько 58 до 61 градусів південної широти, а на півночі зустрічається в субтропічній конвергенції біля берегів Перу і Чилі. Займає холодні води від 8 до 19 градусів за Цельсієм. Тварини часто занурюються на глибину 200 метрів у пошуках їжі.

## Поведінка
Це стадні тварини. Середній розмір стада складає 210 осіб, хоча є повідомлення про стада, що містять до 1000 особин. L. peronii взаємодіють з іншими морськими видами, включаючи дельфінів і гринд. У компанії інших видів L. peronii зазвичай їздять на носових хвилях, створених кораблями в океані. Коли поодинці, вони в основному уникають судна. Немає записаних звуків вокалізації цих дельфінових. Вони використовують ехолокацію, щоб допомогти їм сприймати навколишнє середовище. Вони в основному харчуються мезопелагічними (які плавають на глибинах від 200 до 1000 метрів) рибами. До них належать міктофові, Thunnus obesus і кальмари. Ймовірними хижаками для них є Orcinus orca, Dissostichus eleginoides, Somniosidae.

## Відтворення
Немає інформації щодо шлюбної поведінки. Більшість дитинчат спостерігались взимку або ранньою весною. Мало що відомо про відтворювальний цикл цих істот. Немає даних про тривалість життя L. peronii в дикій природі. У неволі цей вид швидко гине.

## Загрози та охорона
Їх безпосередньо ловлять в останні роки в Перу і Чилі для крабових приманок і для споживання людиною. Існує побоювання, що велика кількість гине в результаті дрифтерного промислу Xiphias gladius, який почався на півночі Чилі на початку 1980-х років. Відомо, що вони також потрапляють у дрифтерні мережі уздовж берегів Перу.
Нині L. peronii не в центрі зусиль щодо збереження. Попри те, що вони вважаються рясними, дослідження про них до сих пір відсутні, й вони перераховані як "Data Deficient" у Червоному списку МСОП. 